# Giacomo Almirante
Giacomo Almirante (Palermo, 12 settembre 1875 – Roma, 12 gennaio 1944) è stato un attore italiano.

## Biografia
Figlio d'arte - il padre era l'attore teatrale Nunzio - esordì bambino sulle scene accanto ai fratelli Ernesto, Luigi e Mario, quest'ultimo successivamente regista, nonché padre dell'esponente del MSI Giorgio Almirante. Era inoltre cugino di Italia Almirante Manzini.
Nel 1891 passò con la compagnia di Antonio Teodosio ma la svolta avvenne l'anno successivo, il 1892, quando entrò nella compagnia di Lyda Borelli e con la grande attrice rimase per diversi anni. Ai primi del Novecento fu primo attor giovane con la Mascalchi-Garzes-Farina e successivamente con Luigi Duse e quindi con Ermete Novelli. Nel 1909 recitò nella Galli-Guasti-Ciarli-Bracci. Nel Frattempo Almirante si era sposato, nel 1904, con l'attrice Ada Cristina, sorella dell'attore Olinto Cristina e delle attrici Ines Cristina e Jone Frigerio e la moglie divenne nota, secondo il costume dell'epoca, come Ada Cristina Almirante.
Nel 1912 fu capocomico con Anna De Marco e successivamente si ritrovò a sostituire il fratello Giacomo nella Compagnia del Grand-Guignol che aveva in Alfredo Sainati e Bella Starace Sainati i propri animatori. Dal 1916 al 1919 fu di nuovo con la Galli-Guasti-Ciarli e poi fu a fianco di Giuseppe Sichel, Antonio Gandusio, Renzo Ricci ed infine con la Besozzi-Menichelli-Migliari.
Non molto attivo nel cinema, esordì nel 1916 nel film Amanda di Giuseppe Sterni, fu prezioso caratterista negli anni trenta in alcuni film tra cui Pergolesi di Guido Brignone del 1932 e Una romantica avventura di Mario Camerini del 1940.

## Filmografia parziale
- Amanda, regia di Giuseppe Sterni (1916)
- Pergolesi, regia di Guido Brignone (1932)
- Les amours de Pergolèse, regia di Guido Brignone (1932)
- Paradiso, regia di Guido Brignone (1932)
- Darò un milione, regia di Mario Camerini (1935)
- La mia canzone al vento, regia di Guido Brignone (1938)
- Una romantica avventura , regia di Mario Camerini (1940)
- Dora Nelson, regia di Mario Soldati (1940)
- Giù il sipario, regia di Raffaello Matarazzo (1940)
- San Giovanni decollato, regia di Amleto Palermi e Giorgio Bianchi (1940)
- Incanto di mezzanotte, regia di Mario Baffico (1940)
- Cento lettere d'amore, regia di Max Neufeld (1940)
- Scampolo , regia di Nunzio Malasomma (1941)
- Teresa Venerdì, regia di Vittorio De Sica (1941)
- Don Buonaparte, regia di Flavio Calzavara (1942)
- Soltanto un bacio, regia di Giorgio Simonelli (1942)

## Prosa radiofonica
EIAR
- Se tu no m'ami, un atto di Paola Riccora, per il Programma B, trasmesso il 25 maggio 1943.